# Wilhelm Ernst Starke
Wilhelm Ernst Starke (auch: Starcke; * 19. April 1692 in Ballenstedt; † 25. Juni 1764 in Bernburg) war ein deutscher reformierter Theologe, Philologe und Kirchenlieddichter.

## Leben
Der Sohn des damaligen Diakons an der Nikolaikirche und späteren Oberpfarrers in Bernburg Christoph Ernst Starke (* 18. April 1664 in Dessau; 12. Mai 1738 in Bernburg) und dessen Frau Elisabeth Charlotte, der Tochter des Pfarrers in Harzgerode Johann Erhard Colerus, hatte den ersten Unterricht vom Vater und von Hauslehrern erhalten. Bereits in früher Jugend wurde so auf eine intensive geistliche Entwicklung des Jünglings hingearbeitet. 1705 besuchte Starke die Stadtschule in Bernburg und 1708 wurde er Zögling des akademischen Gymnasiums Illustre in Zerbst.
Seine Studien begann er auf der reformierten Universität Franeker, wo unter anderem Campegius Vitringa der Ältere in den orientalischen Sprachen ein Lehrer seines philosophisch-theologischen Studiums war. Nach einer Reise durch andere Städte Hollands, bei der er sich mit weiteren Gelehrten seiner Zeit bekannt machte, kehrte er 1712 nach Bernburg zurück. Von dort aus wurde er im selben Jahr als Substitut des Pfarrers von Cörmigk ordiniert, ging 1715 als Pfarrer nach Neudorf bei Harzgerode, war 1718 Diakon an der St. Nikolauskirche in Ballenstedt und war ab 1729 als Diakon an der Nikolauskirche in Bernburg aktiv. In seiner Zeit hatte sich Stark als Kenner der orientalischen Sprachen einen Namen gemacht, der besonders auf dem Gebiet der theologischen Literatur arbeitete. Zudem hatte er sich als Kirchenlieddichter betätigt. Von diesen Werken wurden jedoch keine Lieder in die heutigen Gesangbücher übernommen.

## Werke
- Die Nothwendigkeit des Gebets und Billigkeit der Danksagung. Eine Ernte-Dankpredigt. Bernburg 1728
- Die Hand der Treue und Aufrichtigkeit; eine Trauerrede bei der Hand’schen und Müller’schen Hochzeit. Bernburg 1733
- Die unter den Augen des Messias glücklich erlebte Freude der Erndte, und Fröhlichkeit bei Austheilung von dessen Siegesbeute; eine Predigt am Erndte-Dankfeste und zugleich auf die Geburt des Durchl. Erbprinzen Friedrich Albrecht. Bernburg 1735
- Schriftmäßige Betrachtung über das wunderbare Gesicht des auf Sinai brennenden Busches, nebst einer Prüfung der Kircherschen Aufschrift des Berges Gottes Horeb, bei Gelegenheit einer Weihnachtspredigt über 2 B. Mos. 2, entworfen. Bernburg 1742
- . . .  . . ., d. i. das Leiden des Messiä aus den Fürbildern des Alken Testaments; eine Antrittsschrift von einem unter der besagten Aufschrift herauszugebenden Werke. Leipzig 1742
- . . .  . . ., d. i. das unterweisende Geschöpf, bei Gelegenheit einer Erndte - Dankpredigt entworfen. Bcrnburg 1742. 4.
- Güldene Schalen voll Räuchermerks der Heiligen, in sich fassend allerhand Morgen- und Abendgebete, nicht allein auf die vornehmsten Tage des Jahres, sondern auch auf alle hohe Festtage. Bernburg 1742
- Die ersten Anfangsgründe der heilsamen Lehre der Wahrheit, welche ist zur Glückseligkeit; zum Dienst der Jugend des Kirchspiels St. Nicolaiin der kurf. Residenzstadt Bernburg zusammengetragen. Bernburg 1742, 1758
- . . .  . . ., oder das freimüthige Glaubensbckenntniß Phippi, von dem in Jesu von Nazareth gefundenen Messia der Welt, bei Gelegenheit einer Judentaufe betrachtet, nebft dem Glaubensbckenntnisse des getauften Juden. Bernburg 1744
- . . .   . . .   . . .  . ., d. i. historische, kritische und theologische Betrachtungen vom Baume der Erkenntniß Gutes und Böses, der sogenannten philosophischen Untersuchung von dem Zustande des Menschen in der Erbsünde entgegengestellt. Frankfurt und Leipzig 3. Teile mit Kupfern
- . . .  . . ., d. i. das Leiden des Messiä, aus den Fürbildern des alten Testaments gezeigt, und in Jesu Christo, dem Sohn der Jungfrau Maria erfüllt; wobei die historischen Begebenheiten dem Buchstaben nach erklärt, aus den Altertümern der Juden erläutert, mit den Umständen des Leidens Christi verglichen, und die nähere Uebereinkunft dazwischen angewiesen wird; in verschiedenen Betrachtungen entworfen. Halle 1750
- Das Anhalt-Bernburgische Psalm- und Gesangbuch, worin die alten Lieder durchgängig verbessert. Und mit vielen neuen, theils fremden, theils eignen Liedern vermehrt worden. Bernburg 1753